# Lijst van Griekse films
Dit is een lijst van Griekse films, in alfabetische volgorde.

## A
- Ah! Afti i gynaika mou (1967, GR)
- Alligoria (1986, GR)
- An itan to violi pouli (1984, GR)

## B
- Blood Tide (1982, GR, UK)

## E
- De eeuwigheid en een dag (1998, GR, ook wel: Mia aioniotita kai mia mera)
- Evil (2005, GR, ook wel: To kako)

## I
- I thalassies i hadres (1967, GR, ook wel: Oi thalassies oi hantres)

## K
- De komedianten (1975, GR, ook wel: O thiasos)

## L
- Landschap in de mist (1988, GR, ook wel: Topio stin omichli)

## M
- Mikres Aphrodites (1963, GR)

## N
- Never on Sunday (1960, GR, ook wel: Pote tin Kyriaki)

## P
- Piso Porta (2000, GR)
- Politiki kouzina (2003, GR)

## T
- To xypolito tagma (1953, GR, ook wel: The Barefoot Battalion)

## W
- The Waiter (2018, GR, ook wel: Ο σερβιτόρος)

## Z
- Zorba de Griek (1964, GR, boekverfilming, ook wel: Alexis Zorbas)